# Regio decreto del 10 settembre 1923, n. 1955
Il regio decreto del 10 settembre 1923, n. 1955 è un regio decreto del Regno d'Italia che introdusse una disciplina generale dell'orario di lavoro.

## Ambito di applicazione
La normativa non è applicabile ai lavoratori che fanno parte del personale navigante, del settore impiegatizio e agli agenti ed operai,  di ruolo od avventizi, addetti a pubblici uffici o servizi.

## Ore di lavoro
Il legislatore prevede un massimo di otto ore lavorative giornaliere o quarantotto settimanali. E' consentito superare tali limiti, previa autorizzazione, solo per i settori industriali caratterizzati da stagionalità o a ciclo continuo, purché la media annua delle ore lavorate non superino la media di quarantotto ore settimanali.